# 新編鎌倉志

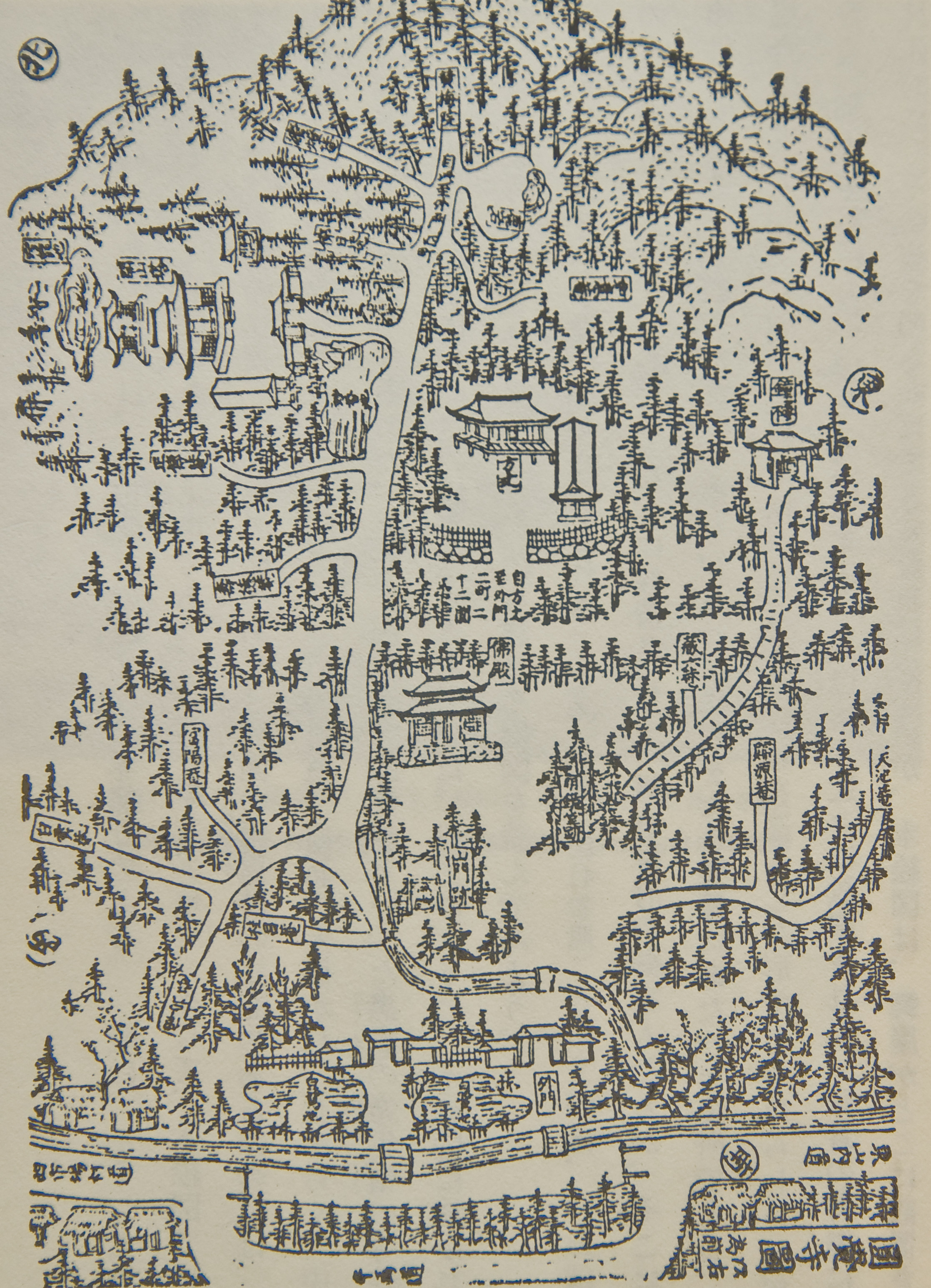
新編鎌倉志-円覚寺の図

『新編鎌倉志』（しんぺんかまくらし）は、江戸時代の地誌。貞享2年（1685年）に刊行。水戸徳川家当主で水戸藩主の徳川光圀が彰考館員の河井恒久（友水）らに命じて編纂した鎌倉の地誌で、延宝元年（1673年）に光圀自身が鎌倉を旅行した際の見聞記を基に作製された。全8巻12冊。
内容は鎌倉及び江ノ島・金沢の名所旧跡を119の文献史料を元に解説したもので、現在知られる、鎌倉七口や鎌倉十橋などはこの『新編鎌倉志』によって選定された「名数」で、後年になって数多くのガイドブックに引用された。
光圀が鎌倉を巡遊したのは藩主時代の延宝元年（1673年）で、水戸藩において干魃などの災害や大火などが多発していたため、この年には5回目の就藩を行い藩内を巡検している。同年4月、江戸への帰府に際して通常は水戸街道を経るが、このときは藩領南部から上総国を経て、上総湊からの船旅で鎌倉へ至っている。鎌倉では英勝院の墓所であった英勝寺を拠点に名所旧跡を訪ね、17日間の旅を経て同年5月には江戸へ帰府している。なお、旅の途中の藩領南部では孝行農民への褒賞も行っており、藩領の巡検を兼ねていたと考えられている。
江戸への帰府後、光圀は彰考館員で鎌倉へも随行していた吉弘元常や河合友水（恒久）に命じての「甲寅日記」「鎌倉日記」の見聞録を代筆させ、延宝4年には河合に鎌倉での現地調査と増補を命じ、延宝8年の河合の死後は力石忠一が引継ぎ貞享2年に刊行に至った。
光圀は寛永17年（1640年）や同19年（1642年）、慶安2年（1649年）、寛文3年（1663年）など世子時代の少年期から青年期にかけて父頼房に伴われての日光東照宮参詣などを兼ねて鎌倉や熱海へ立ち寄る経験をしているが、自身の意思で旅を行ったのははじめて。光圀は隠居した西山荘時代にさかんに藩内を巡遊しており、後年には黄門漫遊譚が成立したこともあり諸国漫遊のイメージが定着しているが、実際には延宝元年の鎌倉巡遊が唯一の旅となっている。
刊本は『大日本地誌大系』や『新編鎌倉志（貞享二刊）影印・解説・索引』（ISBN 4762941646）に収録されている。

## 新編鎌倉志で選定された名数
- 鎌倉七口
- 鎌倉十橋
- 鎌倉十井
- 鎌倉五水
- 鎌倉谷七郷